# Canillas de Torneros
Canillas de Torneros es una pedanía del municipio de Matilla de los Caños del Río, en la comarca del Campo Charro, provincia de Salamanca, España. 

## Historia
La fundación de Canillas de Torneros se remonta a la Alta Edad Media, obedeciendo a las repoblaciones efectuadas por los reyes leoneses, estando encuadrado en el siglo XIII con el nombre de Caniellas de Torneros en el cuarto de Baños de la jurisdicción de Salamanca, dentro del Reino de León. Con la creación de las actuales provincias en 1833, Canillas de Torneros quedó integrado en la provincia de Salamanca, dentro de la Región Leonesa.

## Demografía
En 2017 Canillas de Torneros contaba con una población de 13 habitantes, de los cuales 5 eran hombres y 8 mujeres. (INE 2017).
| Gráfica de evolución demográfica de Canillas de Torneros entre 2000 y 2017               |
|                                                                                          |
| Fuente: Instituto Nacional de Estadística de España - Elaboración gráfica por Wikipedia. |